# Roscoea debilis
Roscoea debilis es una hierba siempreverde que se encuentra en la provincia de Yunnan en la China. Como la mayoría de los miembros de la familia del jengibre (Zingiberaceae), a la que pertenece, son tropicales, pero R. praecox,  como todas las otras especies del género Roscoea, crece mejor en regiones montañosas frías.

## Descripción
Roscoea debils es una hierba siempreverde. Como todos los miembros del género, se seca todo el año hasta un corto rizoma vertical, que es unido a raíces tubosas. Cuando empieza a crecer nuevamente,  "pseudopecíolos" son producidos: estructuras que se asemejan a los pecíolos, pero se forman por vainas firmemente unidas de sus hojas.
En su hábitat natural, florece entre junio y agosto. El pedúnculo de vara de la flor puede se ocultó o sobresaltado por las vainas de las hojas. Una a tres flores se abren juntas, y pueden tener diferentes colores como el morado, rojo o blanco. Las brácteas que subtienden flores tienen de 3,5 a 5,5 cm de longitud, major que el cáliz.